# E.J. André
Elmore Joseph "E.J." André, född 14 augusti 1908 i Detroit i Michigan, död 6 september 1984 i Hollywood i Kalifornien, var en amerikansk skådespelare. André har bland annat medverkat i De tio budorden, Papillon, Lilla huset på prärien, Magic och Dallas. 

## Filmografi i urval
- 1956 – De tio budorden
- 1962 – Rawhide (TV-serie)
- 1962–1972 – Bröderna Cartwright (TV-serie)
- 1963 – 77 Sunset Strip (TV-serie)
- 1964 – Perry Mason (TV-serie)
- 1965 – The Alfred Hitchcock Hour (TV-serie)
- 1965 – Burke's Law (TV-serie)
- 1965–1968 – The Wild Wild West (TV-serie)
- 1966 – I Dream of Jeannie (TV-serie)
- 1966 – The Legend of Jesse James (TV-serie)
- 1966 – Jagad (TV-serie)
- 1968–1972 – Krutrök (TV-serie)
- 1969 – Mannix (TV-serie)
- 1969 – Uppgörelsen
- 1970 – High Chaparral (TV-serie)
- 1971 – Cannon (TV-serie)
- 1973 – Love, American Style (TV-serie)
- 1973 – Papillon
- 1975 – Familjen Walton (TV-serie)
- 1975 – Starsky och Hutch (TV-serie)
- 1976 – Nä, nu blommar det
- 1976–1982 – Lilla huset på prärien (TV-serie)
- 1977 – Charlies änglar (TV-serie)
- 1978 – Magic
- 1979–1983 – Dallas (TV-serie)
- 1981 – Nero Wolfe, privatdetektiv (TV-serie)